# Автошлях Р 02
Автошлях Р 02 — автомобільний шлях регіонального значення на території України, Київ — Овруч. Проходить територією Київської та Житомирської областей.
З'єднує Київ та Овруч.

## Загальна довжина
Київ — Іванків — Овруч — 170,9 км.
Під'їзди:
- до Чорнобильської АЕС (контрольно-пропускний пункт «Дитятки») — 27,7 км.
- до меморіального комплексу в с. Нові Петрівці — 2 км.

Разом — 200,6 км.

## Маршрут
Автошлях проходить через такі населені пункти:
| Автошлях Р 02       |                                                    |  |
| Київ                |                                                    |  |
| Київ                | М01E95М03E40М05М06М07E373E101Н01Н07Р01Р02Р03Т 1027 |  |
| Київська область    |                                                    |  |
| Вишгородський район |                                                    |  |
| на Вишгород         | Т 2509                                             |  |
| Нові Петрівці       |                                                    |  |
| Старі Петрівці      |                                                    |  |
| Лютіж               |                                                    |  |
| Демидів             | на ГостомельТ 1002                                 |  |
| Димер               |                                                    |  |
| Феневичі            | на БородянкуТ 1019                                 |  |
| Рудня-Шпилівська    |                                                    |  |
| Іванків             |                                                    |  |
| Обуховичі           |                                                    |  |
| Термахівка          | на МалинТ 0607                                     |  |
| Красятичі           |                                                    |  |
| Мар'янівка          |                                                    |  |
| Зірка               |                                                    |  |
| Поліське            | На Вільчу (пункт контролю) Т 1035                  |  |
| Житомирська область |                                                    |  |
| Коростенський район |                                                    |  |
| Привар              |                                                    |  |
| Радчиці             |                                                    |  |
| Овруч               | На Виступовичі, Коростень М21                      |  |